# Paul Milgrom
Paul Robert Milgrom (Detroit, 20 de abril de 1948) es un economista estadounidense. Es el titular de la cátedra Shirley y Leonard Ely de Humanidades y Ciencias en la Universidad de Stanford, cargo que ocupa desde 1987. El profesor Milgrom es un experto en teoría de juegos, específicamente en teoría de subastas y estrategias de fijación de precios. Es el cocreador del teorema del no intercambio con Nancy Stokey. Es el cofundador de varias compañías, la más reciente de las cuales, Auctionomics, proporciona software y servicios que crean mercados eficientes para subastas e intercambios comerciales complejos.
Milgrom y su asesor de tesis Robert B. Wilson diseñaron el protocolo de subasta que utiliza la Comisión Federal de Comunicaciones para distribuir las frecuencias celulares entre las compañías telefónicas.
Fue galardonado con el Premio Nobel de Economía en 2020, junto con Robert B. Wilson, "por las mejoras en la teoría de las subastas y las invenciones de nuevos formatos de subastas".

## Infancia y formación
Paul Milgrom nació en el seno de una familia judía en Toronto, Canadá, el 20 de abril de 1948. Fue el segundo de cuatro hijos de Abraham Isaac Milgrom y Anne Lillian Finkelstein. A la edad de seis años, su familia se mudó a Oak Park, Míchigan y Milgrom asistió a la Dewey School y luego a la Oak Park High School (Míchigan). En la escuela secundaria, Milgrom aprendió a jugar y analizar el ajedrez. Más tarde, su interés en los juegos estratégicos cambió al bridge. Milgrom mostró un temprano interés en las matemáticas, asistió a programas de verano en la Universidad Estatal de Ohio y entró en la competencia del Premio de Matemáticas de Míchigan mientras estaba en la escuela secundaria.
Milgrom se graduó con altos honores de la Universidad de Míchigan en 1970 con una A.B. en matemáticas. También participó activamente en el movimiento de protesta contra la Guerra de Vietnam. Trabajó como actuario durante varios años en San Francisco en la Metropolitan Insurance Company y luego en la consultora Nelson and Warren en Columbus, Ohio. Milgrom se convirtió en miembro de la Sociedad de Actuarios en 1974. En 1975, Milgrom se matriculó para estudios de postgrado en la Universidad de Stanford en el programa de MBA. Después de su primer año, fue invitado al programa Ph.D., ganando un M.S. en estadística en 1978 y un Ph.D. en negocios en 1979. Su disertación sobre la teoría de subastas (Milgrom, 1979a) ganó el premio Leonard Savage. Esto también condujo al primero de sus varios artículos fundamentales sobre la teoría de subastas (Milgrom, 1979b). Su asesor de tesis, Robert B. Wilson, más tarde se convertiría en su colaborador en el diseño de la subasta de espectro utilizada por la Comisión Federal de Comunicaciones.

## Carrera académica
Después de obtener su doctorado, Milgrom asumió un puesto docente en la Kellogg School of Management de la Northwestern University, donde trabajó desde 1979 hasta 1983. En el Departamento de Economía Gerencial y Ciencias de la Decisión de Kellogg (MEDS), Milgrom formó parte de un grupo de profesores como el futuro premio Nobel Roger Myerson, Bengt Holmstrom, Nancy Stokey, Robert J. Weber, John Roberts y Mark Satterthwaite que ayudaron a llevar la teoría de los juegos y la economía de la información a una amplia gama de problemas en economía como los precios, las subastas, los mercados financieros y la organización industrial.
En MEDS, Milgrom fue influyente en el desarrollo de una apreciación más profunda de cómo las matemáticas de la probabilidad se pueden aplicar a la teoría económica. Hizo hincapié en que, por ejemplo, las matemáticas de la expectativa condicional eran esenciales para comprender las preguntas informativas aplicadas, como la maldición del ganador. Su trabajo con Robert Weber sobre estrategias de distribución introdujo nuevas formas de utilizar las propiedades topológicas de los espacios de probabilidad en el análisis de juegos donde los jugadores tienen información diferente.
Weber contó su colaboración con Milgrom. Durante lo que se suponía que sería una breve reunión para reflexionar sobre un problema que se planteó Weber, Milgrom tuvo una idea clave. Weber escribió: "Y allí, en cuestión de minutos, expuso el corazón de nuestros dos primeros trabajos conjuntos".
De 1982 a 1987, Milgrom fue profesor de economía y administración en la Universidad de Yale. En 1987, Milgrom regresó como profesor de economía a su alma mater, la Universidad de Stanford, donde actualmente es el titular de la cátedra Shirley y Leonard Ely de Humanidades y Ciencias en el Departamento de Economía. Fue el asesor de tesis doctoral para varios estudiantes, en particular de la ganadora de la Medalla John Bates Clark, Susan Athey.
Milgrom ocupó cargos editoriales en varias revistas conocidas, como American Economic Review, Econometrica y Journal of Economic Theory. Se convirtió en miembro de la Econometric Society en 1984 y de la Academia Americana de las Artes y las Ciencias en 1992. En 1996, pronunció la conferencia conmemorativa del Nobel en homenaje al galardonado William Vickrey, quien murió tres días después del anuncio del premio Nobel. En 2006, Milgrom fue elegido para la Academia Nacional de Ciencias.
Milgrom recibió el Premio Erwin Plein Nemmers en Economía en 2008 "por contribuciones que ampliaron drásticamente la comprensión del papel de la información y los incentivos en una variedad de entornos, incluidas las subastas, la teoría de la empresa y los mercados oligopólicos". También recibió el Premio Fundación BBVA Fronteras del Conocimiento 2012 en el área de economía, finanzas y gestión "por sus contribuciones fundamentales a una gama inusualmente amplia de campos de la economía que incluyen subastas, diseño de mercado, contratos e incentivos, economía industrial, economía de organizaciones, finanzas y teoría de juegos ".
En 2013, Milgrom fue elegido Vicepresidente de la American Economic Association. Del 19 al 20 de abril de 2013, se celebró una conferencia en honor al 65º cumpleaños de Milgrom en la Universidad de Stanford.
En 2014, Milgrom ganó un Golden Goose Award por su trabajo relacionado con el diseño de subastas.

## Campos de investigación
Milgrom ha realizado importantes contribuciones a varios campos de la economía, incluida la teoría de subastas, la teoría de juegos, la economía de la información, la organización industrial y la teoría de las organizaciones. Ha publicado casi 100 trabajos y sus trabajos han recibido más de 68.800 citas en Google Scholar.
La teoría económica experimentó un cambio importante a fines de los años setenta y principios de los ochenta. Mientras que la teoría del equilibrio general de los mercados perfectamente competitivos había sido el foco principal de la investigación teórica hasta entonces, una serie de jóvenes investigadores comenzó a abordar nuevos conjuntos de problemas utilizando las herramientas de la moderna teoría de juegos no cooperativos. Esos investigadores se dieron cuenta de que varios problemas económicos importantes estaban fuera del ámbito de los mercados perfectamente competitivos y que podían analizarse fructíferamente centrándose en los incentivos y la información. Milgrom fue una de las figuras principales en este nuevo movimiento en la teoría económica.
El nuevo movimiento en la teoría económica proporcionó una mirada más cercana a cómo funciona el mecanismo del mercado. En particular, aunque la teoría económica tradicional no prestó atención al procedimiento detallado de formación de precios, la teoría de subastas se centra en cómo se forma el precio de mercado bajo un procedimiento claramente especificado, teniendo en cuenta el hecho de que los participantes en el mercado tienen información privada diversa. Milgrom aportó contribuciones fundamentales a la teoría de subastas. Uno de los primeros documentos de Milgrom (1979b) resolvió un problema abierto desde antiguo sobre cómo las subastas agregan correctamente la información privada en manos de los postores. Milgrom y Weber (1982) proporcionaron resultados fundamentales cuando las valoraciones de los postores son interdependientes. En un documento que está estrechamente relacionado con las subastas (Glosten y Milgrom, 1985), Milgrom proporcionó una contribución fundamental a la teoría de la microestructura del mercado, que analiza los mecanismos detallados de formación de precios en los mercados financieros. En la década de 1990, Milgrom dio un paso más para aplicar la teoría de subastas para resolver problemas prácticos importantes, especialmente la subasta de espectro de frecuencias en 1994. Este fue un evento importante en la teoría económica donde alcanzó la etapa donde sus aplicaciones de ingeniería a problemas prácticos se volvieron factibles . Milgrom es una de las principales figuras en este sentido, y es uno de los fundadores de la nueva área de investigación de diseño de mercados. Milgrom (2004) publicó una monografía histórica en el campo de Market Design.
Milgrom también demostró que los hechos importantes en la Organización Industrial, que previamente se habían analizado bajo suposiciones ad hoc, pueden ser consistentemente explicados por el análisis teórico de juegos bajo información asimétrica. En una colección de artículos altamente influyentes con John Roberts, mostró que las prácticas predadoras, limitar el precio (cobrar un precio bajo, quizás incluso por debajo del costo marginal, para desalentar la entrada) y el gasto derrochador en publicidad aparentemente desinformativa pueden ser comportamientos estratégicos racionales bajo información asimétrica. Milgrom es uno de los pioneros que reescribió la teoría de la Organización Industrial sobre la base de la lógica de la teoría de juegos moderna.
Otra innovación proporcionada por Milgrom fue mostrar que las actividades dentro de una empresa o una organización, que habían sido ampliamente consideradas como los temas de las ciencias de la gestión o los teóricos de la organización de otras disciplinas, podían prestarse a un análisis matemático formal. En particular, Milgrom contribuyó a la formación de una nueva área de investigación, la teoría de contratos (Contract Theory), que proporciona un análisis formal de los incentivos, tanto dentro de las organizaciones como en los mercados. Milgrom analizó el diseño óptimo de los esquemas de incentivos y las organizaciones, y mostró que las prácticas comunes en la realidad, como el uso de la tarifa por pieza simple, pueden ser óptimas bajo un conjunto realista de suposiciones.
En términos de teoría económica pura, Milgrom proporcionó un análisis fundamental de "complementos", un conjunto de variables que tienden a moverse en la misma dirección porque aumentar cualquiera de ellas aumenta la recompensa para aumentar las demás, en un entorno muy general. Milgrom proporcionó análisis formales de complementariedades estratégicas (complementariedades entre las elecciones de diferentes jugadores en un juego) y supermodularidad, y llegó a derivar una serie de implicaciones en varios campos de la economía.
Al recibir el Premio Nemmers en 2008, el anuncio oficial destacó lo siguiente:
    "El trabajo pionero de Milgrom ha desarrollado y popularizado nuevas herramientas para el análisis de información asimétrica e interacción estratégica y, lo más importante, ha demostrado la utilidad de esas herramientas para el análisis de problemas aplicados", dijo Charles Manski, profesor y director de economía. en Northwestern. El trabajo de Milgrom en las subastas ayudó a sentar las bases para una de las áreas de investigación más fructíferas en microeconomía en los últimos 30 años. Su trabajo sobre la teoría de la empresa ha sido igualmente influyente. Milgrom también ha hecho contribuciones importantes al estudio de cómo la información asimétrica puede afectar el comportamiento de las empresas en mercados oligopólicos."
La cita del jurado del Premio BBVA escribió:
    "Su trabajo en la teoría de subastas es probablemente el más conocido. Ha explorado cuestiones de diseño, licitación y resultados para subastas con diferentes reglas. Diseñó subastas para múltiples artículos complementarios, con miras a aplicaciones prácticas como subastas de espectro de frecuencia. La investigación del profesor Milgrom en organización industrial incluye estudios influyentes sobre fijación de precios límite, disuasión de entrada, depredación y publicidad. Además, Milgrom ha agregado nuevos conocimientos importantes sobre finanzas, particularmente en relación con el comercio especulativo y la microestructura del mercado. El tema común de sus trabajos sobre subastas, estrategias industriales y mercados financieros es que los actores económicos infieren de los precios y otras informaciones observables sobre los valores fundamentales del mercado."
    "También ha contribuido a la teoría de los agentes al describir las condiciones bajo las cuales los incentivos lineales son óptimos y al desarrollar un modelo manejable de relaciones de agentes multitarea. Su trabajo sobre teoría de contratos y organización ha sido muy influyente en la ciencia de la gestión. Finalmente, el profesor Milgrom ha contribuido a la economía matemática y la teoría de juegos, con estudios sobre la reputación y el aprendizaje adaptativo."

## Teoría de juegos
Milgrom ha hecho varias contribuciones fundamentales a la teoría de juegos en los años 1980 y 1990 en temas que incluyen el análisis teórico de juegos de formación de reputación, juegos repetidos, juegos supermodulares y aprendizaje en juegos.

### Formación de reputación
Desde la perspectiva de la teoría de juegos, un punto de partida para la teoría de la formación de la reputación es el dilema del prisionero repetido. En un dilema del prisionero estándar, el único equilibrio es (Deserción, Deserción), lo que produce un resultado ineficiente de Pareto. De manera similar, cuando el dilema del prisionero se repite un número fijo de veces, la deserción en cada período sigue siendo el único resultado de equilibrio (ya que este es el único equilibrio perfecto que sigue la inducción hacia atrás, pero la afirmación también es verdad en el simple equilibrio de Nash). Esto parece contradictorio, ya que los jugadores tienen un fuerte incentivo para cooperar y tienen una amplia gama de estrategias a su disposición. Por ejemplo, si un jugador puede comprometerse a jugar una estrategia de ojo por ojo, entonces sería óptimo que el otro jugador coopere hasta los últimos períodos del juego, lo que arrojaría un resultado Pareto superior. En un artículo influyente de 1982 con David M. Kreps, John Roberts y Robert B. Wilson, Milgrom demostró que si uno o ambos jugadores tienen incluso una probabilidad muy pequeña de comprometerse a jugar ojo por ojo, entonces ambos jugadores tienden a cooperar hasta los últimos períodos. Esto se debe a que incluso un jugador no comprometido tiene un incentivo para "construirse una reputación" por estar comprometido con el ojo por ojo, ya que al hacerlo hace que el otro jugador quiera cooperar. La publicación "Gang of Four" de Kreps-Milgrom-Roberts-Wilson lanzó una rama completa de la literatura de teoría de juegos sobre tales "efectos de reputación".

### Estrategias de distribución
El artículo de Milgrom de 1985 con Robert J. Weber sobre estrategias de distribución mostró la existencia general de equilibrios para un juego bayesiano con finitos jugadores, si los conjuntos de tipos y acciones de los jugadores son espacios métricos compactos, los pagos de los jugadores son funciones continuas de los tipos y acciones, y la distribución conjunta de los tipos de jugadores es absolutamente continua con respecto al producto de sus distribuciones marginales. Estas suposiciones básicas siempre se cumplen si los conjuntos de tipos y acciones son finitos.

### Juegos repetidos
Milgrom hizo una contribución fundamental a la teoría de los juegos repetidos. Cuando las acciones de los jugadores están ocultas y las señales ruidosas sobre sus acciones son observables (es decir, en el caso de una supervisión imperfecta), hay dos formas generales de lograr la eficiencia. Una forma es transferir pagos futuros de un jugador a otros. Esta es una forma de castigar a un potencial desviador sin reducir los pagos futuros totales. El resultado del teorema popular clásico bajo un monitoreo imperfecto se basa en esta idea. El segundo método general es retrasar la publicación de información. Según el segundo método, los resultados de las señales ruidosas se liberan en cada T periodos, y luego de la publicación de la información, los jugadores "revisan" las señales en los últimos T periodos y deciden empujarse o recompensarse mutuamente. Esto es ahora ampliamente conocido como la "estrategia de revisión", y el trabajo de Milgrom con D. Abreu y D. Pearce (Abreu, Milgrom y Pearce, 1991) fue el primero en mostrar la eficiencia del equilibrio de la estrategia de revisión en los juegos repetidos descontados. La estrategia de revisión resulta útil cuando los jugadores reciben señales privadas sobre las acciones de los demás (el caso del monitoreo privado) y el teorema popular para el caso de monitoreo privado se basa en la idea de la estrategia de revisión.

### Juegos supermodulares
La teoría de juegos supermodulares es uno de los desarrollos recientes más impresionantes e importantes en la teoría económica. Las contribuciones clave a esta teoría incluyen el trabajo seminal Teorema de Topkis, de Xavier Vives (1990), y el importante artículo de Milgrom y Roberts (1990c).
El impacto y la importancia de la teoría de juegos supermodulares provienen de su amplitud de aplicación, que incluye la investigación, la adopción de tecnología, las cuentas bancarias, las carreras armamentistas, las negociaciones previas al juicio, la competencia de Cournot para dos jugadores, la competencia de N-jugadores de Bertrand, la exploración petrolera, y la economía de las organizaciones (Milgrom y Roberts, 1990b).
Hay dos razones básicas por las cuales la teoría de juegos supermodulares ha tenido un impacto importante y duradero tanto en la economía teórica como en la aplicada. Primero, la teoría proporciona predicciones robustas bajo supuestos conductuales mínimos. El primer resultado central del documento de Milgrom-Roberts (1990c) (Teorema 5) es que (i) cada jugador tiene una estrategia racionalizable más grande y más pequeña (nada obvio cuando las estrategias de los jugadores son multidimensionales) y (ii) el perfil de estrategia en el que cada jugador adopte su estrategia racionalizable más grande es un equilibrio de Nash de estrategia pura, al igual que el perfil de estrategia en el que cada jugador adopta su estrategia racionalizable más pequeña. Lo que esto significa es que, como conceptos de solución, el equilibrio de Nash impone los mismos "límites" sobre el comportamiento como racionabilidad. (Sin embargo, el documento muestra que los equilibrios extremos de Nash también suelen poseer propiedades extremas de bienestar).
Segundo, la teoría genera resultados potentes de estática comparativa de equilibrio. Supongamos que los pagos de los jugadores están influenciados por algún parámetro X y, en particular, que el pago de cada jugador satisface las crecientes diferencias en su propia estrategia y X. El segundo resultado central del documento (Teorema 6) es que los equilibrios más grandes y más pequeños están aumentando en sí mismos X. Una intuición es que un aumento en el parámetro X tiene un efecto directo (debido a las diferencias crecientes) y un efecto indirecto (ya que el juego es supermodular y otros juegan estrategias más altas) que alientan a los jugadores a jugar estrategias superiores.

### Aprendizaje en los juegos
Milgrom y Roberts se basan en su trabajo en juegos supermodulares para comprender los procesos mediante los cuales los agentes estratégicos alcanzan el equilibrio en un juego de forma normal. En Milgrom y Roberts (1991), propusieron dos procesos de aprendizaje, cada uno con un grado de generalidad para no modelar el aprendizaje, sino los procesos de aprendizaje. Consideraron una secuencia de jugadas a lo largo del tiempo que, para un jugador n, se denota {xn (t)} donde para cada tiempo posible, t, xn (t) es una estrategia pura. Dado esto, una secuencia observada, {xn (t)}, es consistente con el aprendizaje adaptativo si un jugador n finalmente elige solo estrategias que son casi las mejores respuestas a alguna distribución de probabilidad sobre las estrategias conjuntas de otros jugadores (con una probabilidad casi cero) asignado a estrategias que no se han jugado durante un tiempo suficientemente largo). Por el contrario, {xn (t)}, es consistente con el aprendizaje sofisticado si el jugador finalmente elige solo casi mejores respuestas a su pronóstico probabilístico de las elecciones de otros jugadores, donde el apoyo de esa distribución de probabilidad puede incluir no solo las jugadas anteriores sino también estrategias que los jugadores podrían elegir si ellos mismos fueran aprendices adaptativos o sofisticados. Por lo tanto, una secuencia consistente con el aprendizaje adaptativo también es consistente con el aprendizaje sofisticado. El aprendizaje sofisticado permite a los jugadores utilizar la información de pagos que se utiliza en el análisis de equilibrio, pero no impone el requisito de expectativas cumplidas del análisis de equilibrio.
Con estas definiciones en su lugar, Milgrom y Roberts demostraron que si una secuencia converge a un equilibrio de Nash o un equilibrio correlacionado, entonces es consistente con el aprendizaje adaptativo. Esto le dio una cierta generalidad a esos procesos. Luego mostraron cómo estos procesos se relacionaban con la eliminación de estrategias dominadas. Se demostró que esto tiene implicaciones para la convergencia en los juegos de Cournot y Bertrand.

## Finanzas y Macroeconomía

### Mercados de valores
Milgrom y Stokey (1982) abordaron una pregunta importante sobre por qué las personas intercambian valores y si uno puede sacar provecho de la especulación. El famoso teorema de no intercambio presentado en este documento demostró que si los comerciantes tienen las mismas creencias previas y los motivos comerciales son puramente especulativos, entonces no debería haber operaciones comerciales. Esto se debe a que todos los operadores interpretan correctamente la información reflejada por los precios de equilibrio y esperan que otras personas negocien racionalmente; como resultado, un operador desinformado anticipa que incurriría en una pérdida si comerciara con un operador informado, por lo que sería mejor no comerciar.
"¿Por qué los operadores se molestan en recopilar información si no pueden sacar provecho de ella? ¿Cómo se refleja la información en los precios si los operadores informados no comercian o si ignoran su información privada al hacer inferencias?" Estas preguntas, formuladas al final del artículo de Milgrom y Stokey (1982), fueron tratadas después por Glosten y Milgrom (1985). En este documento seminal, los autores proporcionaron un modelo dinámico del proceso de formación de precios en los mercados de valores y una explicación basada en la información para el diferencial entre los precios de oferta y demanda. Debido a que los operadores informados tienen mejor información que los creadores de mercado, los creadores de mercado incurren en pérdidas cuando comercian con operadores informados. Los creadores de mercado usan el diferencial de oferta y demanda para recuperar esta pérdida de los operadores desinformados, que tienen razones privadas para comerciar, por ejemplo, debido a necesidades de liquidez. Este modelo de comercio dinámico con información asimétrica ha sido uno de los modelos, caballo de batalla, en la literatura sobre microestructura del mercado.
Las transacciones bursátiles habían crecido a un ritmo creciente en los años 60, 70 y 80, lo que llevó a Milgrom y sus coautores (Bresnahan, Milgrom y Paul 1992) a preguntarse si el rápido aumento del volumen comercial también traería un rápido aumento de la producción real de acciones. Los operadores de este modelo obtienen ganancias recopilando información del valor de la empresa y negociando sus acciones. Sin embargo, la información valiosa para tomar una decisión real sobre la empresa es el valor agregado en lugar del valor de la empresa. Su análisis sugiere que el aumento de la actividad comercial aumentó los recursos dedicados a la búsqueda de rentas, sin mejorar las decisiones de inversión reales.
En la conferencia del Premio Nemmers de 2008, Stephen Morris proporcionó una explicación de las contribuciones de Milgrom a la comprensión de los mercados financieros, así como del impacto que han tenido en el análisis financiero.

### Mercados laborales
En 1987, Milgrom con Sharon Oster examinaron las imperfecciones en los mercados laborales. Evaluaron la "Hipótesis de Invisibilidad" que sostenía que los trabajadores desfavorecidos tenían dificultades para señalar sus habilidades laborales a posibles nuevos empleadores porque sus empleadores actuales les negaban promociones que mejorarían su visibilidad. Milgrom y Oster descubrieron que, en un equilibrio competitivo, tal invisibilidad podría ser rentable para las empresas. Esto condujo a un menor pago a los trabajadores desfavorecidos en puestos de nivel inferior, incluso cuando tenían la misma educación y capacidad que sus compañeros más aventajados. No es sorprendente que los rendimientos de la inversión en educación y capital humano se redujeran para los grupos desfavorecidos, reforzando los resultados discriminatorios en los mercados laborales.
Dos décadas más tarde, Milgrom, en un documento con Bob Hall (Hall y Milgrom, 2008), contribuyó directamente a la macroeconomía. Los modelos macroeconómicos, incluidos los modelos de ciclo económico real, los modelos de salarios de eficiencia y los modelos de búsqueda / comparación, han tenido dificultades durante mucho tiempo para tener en cuenta la volatilidad observada en las variables del mercado de trabajo. En un artículo influyente, Shimer explicó el problema tal como aparece en el modelo estándar de búsqueda / coincidencia, un modelo macroeconómico importante por el que recientemente se otorgó el premio Nobel a Diamond, Mortensen y Pissarides (DMP). Shimer explicó que en el modelo estándar de DMP, un shock que aumenta el valor de lo que las empresas venden, con igualdad de otros factores, aumenta su incentivo para contratar trabajadores aumentando las ganancias por trabajador. El problema, según Shimer, es que este mecanismo pone en marcha un ciclo de retroalimentación negativa que al final cancela en gran medida el incentivo de las empresas para expandir el empleo. En particular, a medida que el empleo se expande, las condiciones del mercado laboral en general comienzan a mejorar para los trabajadores y esto los coloca en una posición más fuerte a medida que negocian los salarios con los empleadores. Pero, el aumento resultante en el salario se reduce a los beneficios obtenidos por las empresas y, por lo tanto, limita su incentivo para contratar trabajadores. El problema se conoce como el "acertijo de Shimer". Ese enigma se puede parafrasear de la siguiente manera: "¿qué modificación al marco DMP se necesita para alinearlo con la evidencia empírica de que el empleo aumenta drásticamente durante la expansión del ciclo económico?" Aunque se han realizado enormes esfuerzos, el rompecabezas se ha resistido a una solución, hasta el artículo de Milgrom. Milgrom (con Hall) argumentó que el marco de negociación utilizado en el modelo estándar de DMP no se corresponde bien con la forma en que se negocian los salarios. Argumentan que, para cuando los trabajadores y las empresas se sientan a negociar, saben que hay una cantidad sustancial que ganar si hacen un trato. Es probable que el departamento de recursos humanos de la empresa ya haya verificado al trabajador para verificar que es adecuado. Lo más probable es que el trabajador haya realizado un control preliminar similar para verificar que podrían hacer una contribución útil a la empresa. Una consecuencia de esto es que si, durante las negociaciones, la empresa y el trabajador no están de acuerdo, es muy poco probable que simplemente se separen. En cambio, es más probable que continúen negociando hasta que lleguen a un acuerdo. Se deduce que a medida que hacen propuestas y contrapropuestas, los pares de negociación / trabajador son conscientes de los diversos costos asociados con la demora y la formulación de contrapropuestas. No están tan preocupados por las consecuencias de un colapso total en las negociaciones y por tener que regresar al mercado laboral general para buscar otro trabajador o trabajo. Milgrom enfatiza que con este cambio de perspectiva en la negociación, el impacto de mejores condiciones generales en la negociación salarial se debilita siempre que los costos de la demora y la renegociación no sean muy sensibles a condiciones económicas más amplias. En particular, el enfoque proporciona una resolución potencial para el rompecabezas de Shimer, un rompecabezas que ha confundido a los macroeconomistas en general.
El artículo de Milgrom plantea preguntas importantes desde el punto de vista de la macroeconomía cuantitativa y de los datos. Milgrom demostró que la idea es cuantitativamente importante en el contexto de un modelo macroeconómico muy simple. Pero los modelos macroeconómicos que se utilizan para confrontar los datos tienen muchas partes móviles y queda por ver qué tan bien funciona la idea de Milgrom en el contexto de dicho modelo. Desde una perspectiva empírica, el documento plantea preguntas sobre cómo la negociación realmente se lleva a cabo en la práctica. ¿El enfoque de la negociación (una versión de la clásica negociación alternativa de ofertas propuesta por Ariel Rubinstein) concuerda con la forma en que los empleadores y los trabajadores realmente interactúan? ¿Son los costos de la demora y la renegociación de hecho lo suficientemente insensibles a las condiciones económicas agregadas para que la idea de Milgrom sea cuantitativamente importante? Ya hay evidencia de que el trabajo de Milgrom generará una literatura para investigar estas preguntas. La evidencia preliminar proporcionada en el documento de Hall y Milgrom proporciona motivos para el optimismo de que la contribución de Milgrom se verá finalmente como una contribución fundamental a la teoría macroeconómica.

## Economía organizacional

### Teoría de la Agencia
Milgrom, junto con Bengt Holmstrom, se preguntó qué características de un problema de contratación darían lugar a un esquema de incentivos más simple, digamos, lineal (es decir, un esquema en el que el salario consistiría en un montante base más montantes que fueran directamente proporcionales a medidas de desempeño). Anteriormente, la mayoría de los artículos teóricos sobre la teoría de la agencia asumían que el problema principal era proporcionar un incentivo para que un agente ejerciera más esfuerzo en una sola actividad. Pero en muchas situaciones, los agentes pueden realizar esfuerzos no observables en varias actividades diferentes. En tales contextos, pueden surgir nuevos tipos de problemas de incentivos, ya que dar más incentivos a un agente para que se esfuerce en una dimensión podría hacer que el agente ignore otras dimensiones importantes. Holmstrom y Milgrom creían que la incorporación de esta característica multidimensional de los problemas de incentivos generaría implicaciones para el diseño de incentivos óptimos que serían más relevantes para los problemas de contratación del mundo real.
En su artículo de 1987, Holmstrom y Milgrom introdujeron nuevas técnicas para estudiar problemas multidimensionales de agencia. La idea clave del artículo de Holmstrom-Milgrom es que los esquemas de incentivos lineales simples pueden volverse óptimos cuando el agente puede monitorear la evolución en el tiempo de las medidas de desempeño en las que se basará su compensación. En ese artículo, un agente elige continuamente la deriva de un movimiento browniano N-dimensional, dependiendo de la observación de la historia completa del proceso. Bajo algunos supuestos sobre la función de utilidad del agente, se muestra que el esquema de compensación óptimo para el principal especifica un pago al agente que es una función lineal de los agregados de tiempo de las medidas de desempeño. Tal esquema de compensación lineal impone una "presión de incentivo uniforme" sobre el agente, lo que lo lleva a elegir una deriva constante para cada dimensión del proceso browniano.
Habiendo demostrado que el contrato de incentivo óptimo en un problema dinámico principal-agente será lineal en ciertos entornos, Holmstrom y Milgrom utilizaron contratos lineales para explorar con más detalle lo que sucede cuando los agentes asignan sus esfuerzos o atención a múltiples tareas. Antes de 1991, los modelos generalmente consideraban el esfuerzo en una sola tarea. Para recompensar el desempeño en una sola tarea, un director puede recompensar el desempeño (o alguna medida del mismo) o cambiar el costo de oportunidad del agente de realizar esa tarea. Esta segunda estrategia es clave para comprender qué sucede cuando un agente tiene más de una tarea a la que puede asignar esfuerzo, porque aumentar la recompensa en una tarea generalmente alterará el costo de oportunidad del agente de asignar esfuerzo a otras tareas. El artículo de Holmstrom y Milgrom (1991) demuestra que cuando es difícil medir el desempeño en una de ellas, puede ser óptimo tener incentivos de baja potencia, o incluso ningún incentivo, en todas las tareas, incluso si algunos pueden medirse fácilmente. También demostraron que las dificultades de proporcionar incentivos en múltiples tareas tienen implicaciones para el diseño de puestos de trabajo. Por ejemplo, puede ser mejor dividir las tareas en conflicto entre los agentes o variar la intensidad del monitoreo y la comunicación. Finalmente, en su artículo de 1994, Holmstrom y Milgrom ampliaron el alcance de su análisis para incluir no solo la remuneración relacionada con el desempeño, sino también otras opciones de gestión que afectan los incentivos de los agentes, como las opciones sobre cuánta discreción otorgar a los agentes y si los agentes son propietarios de los activos con los que trabajan. Este documento enfatizó las interacciones (las "complementariedades") entre estas diferentes opciones, mostrando que las opciones óptimas para el principal a menudo varían juntas a medida que cambia el entorno de contratación. Holmstrom relató el impacto de este trabajo en la Conferencia de Nemmers en honor a Paul Milgrom.

#### Remuneración del profesorado en función de las calificaciones de los alumnos
Holmstrom y Milgrom (1991) anticiparon un aspecto importante del debate en educación sobre el tema de la remuneración y los incentivos de los maestros. Al considerar el pago de incentivos para los maestros en función de las calificaciones de las pruebas de los estudiantes, escribieron:
   "Los defensores del sistema, guiados por una concepción muy parecida al modelo estándar de incentivos unidimensionales, argumentan que estos incentivos llevarán a los maestros a trabajar más duro en la enseñanza y a interesarse más en el éxito de sus estudiantes. Los opositores contrarrestan que el efecto principal de la reforma propuesta sería que los maestros sacrificarían actividades como promover la curiosidad y el pensamiento creativo y refinar las habilidades de comunicación oral y escrita de los estudiantes para enseñar las habilidades básicas estrictamente definidas que se evalúan en exámenes estandarizados. Estos críticos argumentan que sería mejor pagar un monto fijo sin ningún esquema de incentivos que basar la compensación de los maestros solo en las dimensiones limitadas del rendimiento de los estudiantes que se pueden medir de manera efectiva." 
Este trabajo fue mencionado en el New York Times en 2011:
   "Demasiada presión para mejorar las calificaciones de los estudiantes en las pruebas puede reducir la atención a otros aspectos del plan de estudios y desalentar el cultivo de habilidades más amplias de resolución de problemas, también conocidas como "enseñar para la prueba". Los economistas Bengt Holmstrom y Paul Milgrom describen el problema general de los incentivos desalineados en términos más formales: los trabajadores que son recompensados solo por la realización de tareas fácilmente medibles reducen el esfuerzo dedicado a otras tareas."

## Economía de la información
En 1981 Milgrom introdujo en la economía una nueva noción de "favorabilidad" por la información; a saber, que una observación (x) es más favorable que otra observación y, si, para todas las creencias previas sobre la variable de interés, la creencia posterior condicionada a (x) de primer orden domina estocásticamente a la posterior condicional a (y). Milgrom y otros han utilizado esta noción de favorabilidad y la "propiedad de razón de verosimilitud monótona" asociada de las estructuras de información para derivar una serie de resultados importantes en la economía de la información, desde las propiedades del contrato de incentivo óptimo en un problema principal-agente, hasta la noción de la maldición del ganador en la teoría de la subasta.
En el mismo documento, Milgrom introdujo un novedoso "juego de persuasión", en el que un vendedor tiene información privada sobre un producto, que puede, si lo desea, informar de forma verificable a un comprador potencial. (Es decir, el vendedor puede, si lo desea, ocultar su información, pero no puede declarar mal si la revela). Milgrom demuestra que, con una generalidad sustancial, en cada equilibrio secuencial del juego de encuentros de ventas, el vendedor emplea una estrategia de divulgación completa. Este resultado ha llegado a conocerse como el "resultado final", porque Milgrom muestra que, en cualquier equilibrio en el que el comprador espera que el vendedor oculte algunas observaciones, el vendedor tendrá un incentivo para revelar la más favorable (a sí mismo) de esas observaciones --- así, cualquier estrategia de ocultación se "desenredará". En un artículo posterior (1986), Milgrom y John Roberts observaron que cuando existe competencia entre agentes informados e interesados en persuadir a una parte desinformada, toda la información relevante puede ser revelada en equilibrio incluso si la parte desinformada (por ejemplo, el comprador ) no es tan sofisticado como se supuso en el análisis con un solo agente informado (por ejemplo, el vendedor). El resultado final tiene implicaciones para una amplia variedad de situaciones en las que los individuos pueden elegir estratégicamente si ocultar información, pero en las que mentir conlleva sanciones sustanciales. Estas situaciones incluyen batallas judiciales, regulación de pruebas de productos y divulgación financiera. El juego de persuasión de Milgrom ha tenido una gran influencia en el estudio de la contabilidad financiera como herramienta para comprender la respuesta estratégica de la administración a los cambios en la regulación de la divulgación. Este trabajo ha dado lugar a una amplia literatura sobre comunicación estratégica y revelación de información.

## Organización Industrial
En una serie de tres artículos fundamentales, Milgrom y Roberts desarrollaron algunas de las ideas centrales con respecto a la información asimétrica en el contexto de la organización industrial. El trabajo de George Akerlof, Joseph Stiglitz y especialmente Michael Spence, desarrollado principalmente en la década de 1970, proporciona algunos de los antecedentes conceptuales y metodológicos. Sin embargo, fue principalmente en la década de 1980 y en gran parte debido a las contribuciones de Milgrom-Roberts en la aplicación de la teoría de juegos de información incompleta a los problemas de organización industrial que estas ideas se adoptaron en la corriente principal del campo.
Consideraron primero el caso de los precios predatorios. Durante mucho tiempo, el análisis de McGee (1958), frecuentemente asociado con la escuela de Chicago, brindó la única perspectiva económica coherente con respecto a los temas principales. McGee (1958) argumentó que el concepto de precios predatorios carece de consistencia lógica. Su idea es que, además de la presa, el depredador también sufre por los precios predatorios. Si la presa resiste la depredación y permanece activa, entonces el depredador eventualmente abandonará sus esfuerzos. Anticipándose a este resultado, la presa hace mejor resistiendo los esfuerzos depredadores. Anticipando este resultado, a su vez, el presunto depredador hará mejor absteniéndose de su estrategia depredadora. Incluso si la presa presunta estuviera corta de efectivo, siempre podría pedir prestado a un banco con la (correcta) promesa de que sus pérdidas son solo temporales. Además, suponiendo que la depredación tuviera éxito en inducir la salida, si el depredador posteriormente subiera los precios para disfrutar de los frutos de su victoria, se podría atraer una nueva entrada y el problema comienza de nuevo.
Milgrom y Roberts (1982), así como Kreps y Wilson (1982), proporcionan una perspectiva novedosa sobre el tema. Metodológicamente, esta perspectiva se basa en el concepto de reputación desarrollado por Kreps, Milgrom, Roberts y Wilson (1982), donde la reputación se entiende como el posterior bayesiano que los agentes desinformados (por ejemplo, un participante) tienen sobre el tipo de agente informado (por ejemplo, un titular). Suponga que, con alguna pequeña probabilidad, un titular puede ser "irracional" hasta el punto de luchar siempre contra la entrada de competidores (incluso si esto no es una reacción que maximice las ganancias). En este contexto, al luchar repetidamente contra rivales con precios bajos, un depredador aumenta su reputación de "dureza"; y por lo tanto fomenta la salida y desalienta la entrada futura.
Kreps, Milgrom, Roberts y Wilson (1982) crearon efectivamente una nueva teoría económica de la reputación y proporcionaron una primera aplicación a un tema destacado de importancia central en la política de la organización industrial (precios predatorios).
El Apéndice A de Milgrom y Roberts (1982) propone una teoría alternativa para el equilibrio de precios predatorios, es decir, una respuesta alternativa a la crítica de la escuela de Chicago de McGee (1958). En este apéndice, Milgrom y Roberts examinan una versión de horizonte infinito del modelo de cadenas de tiendas de Selten (con información completa) y demuestran la existencia de un equilibrio en el que cualquier intento de entrada se encuentra con la depredación y, por lo tanto, la entrada no tiene lugar en equilibrio.
Volviendo a la cuestión de la asimetría de información entre el titular y el entrante, Milgrom y Roberts (1982b) consideran el caso alternativo cuando el entrante no está seguro de los costos del titular. En este caso, muestran que los bajos precios del operador establecido indican que sus costos también son bajos, al igual que las perspectivas a largo plazo del objetivo desde la entrada. Al igual que Milgrom y Roberts (1982a), este artículo trajo la comprensión formal de una vieja idea en la organización industrial, esta vez la del concepto de precio límite. En el proceso de redactarlo, el documento también reveló nuevos resultados de interés. En particular, Milgrom y Roberts (1982b) muestran que la tasa de equilibrio de entrada en realidad puede aumentar cuando se introduce información asimétrica.
Finalmente, Milgrom y Roberts (1986) utilizan el marco de información asimétrico para analizar el tema de la publicidad y los precios. Tradicionalmente, los economistas han pensado en la publicidad como informativa (por ejemplo, anuncios clasificados, que describen las características del producto a la venta) o persuasiva (como por ejemplo, anuncios de televisión que parecen proporcionar poca o ninguna información sobre las características de un producto). Siguiendo las ideas anteriores de Nelson (1970, [51] 1974 [52]), Milgrom y Roberts (1986) muestran que incluso la publicidad "no informativa", es decir, los gastos publicitarios que no proporcionan información directa sobre las características de un producto, pueden ser informativos en equilibrio en la medida en que funcionen como una señal del nivel de calidad del anunciante. Metodológicamente, Milgrom y Roberts (1986) también hacen un aporte importante: el estudio de los equilibrios de señalización cuando el informado tiene más de una señal disponible (precio y publicidad, en el presente caso).

## Publicaciones (Selección)
- Milgrom, Paul (1979a). The Structure of Information in Competitive Bidding. New York: Garland Press. (Ph.D. Dissertation)
- Milgrom, Paul (1979b). «A Convergence Theorem for Competitive Bidding with Differential Information». Econometrica 47 (3): 679-88. doi:10.2307/1910414.
- Milgrom, Paul (1981a). «An Axiomatic Characterization of Common Knowledge». Econometrica 49 (1): 219-222. doi:10.2307/1911137.
- Milgrom, Paul (1981b). «Rational Expectations, Information Acquisition, and Competitive Bidding». Econometrica 49 (4): 921-943. doi:10.2307/1912511.
- Milgrom, Paul (1981c). «Good News and Bad News: Representation Theorems and Applications». Bell Journal of Economics 12 (2): 380-91. doi:10.2307/3003562.
- «Limit Pricing and Entry Under Incomplete Information: An Equilibrium Analysis». Econometrica (Econometrica, Vol. 50, No. 2) 50 (2): 443-59. 1982. doi:10.2307/1912637.
- «Predation, Reputation, and Entry Deterrence». Journal of Economic Theory 27 (2): 280-312. 1982. doi:10.1016/0022-0531(82)90031-X.
- «Information, Trade and Common Knowledge». Journal of Economic Theory 26: 17-27. 1982. doi:10.1016/0022-0531(82)90046-1.
- «The Value of Information in a Sealed Bid Auction». Journal of Mathematical Economics 10: 105-14. 1982a. doi:10.1016/0304-4068(82)90008-8.
- «A Theory of Auctions and Competitive Bidding». Econometrica (Econometrica, Vol. 50, No. 5) 50 (5): 1089-1122. 1982b. doi:10.2307/1911865.
- Kreps, David, Paul Milgrom, John Roberts, and Robert Wilson (1982). «Rational Cooperation in the Finitely‑Repeated Prisoners’ Dilemma». Journal of Economic Theory 27 (2): 245‑252. doi:10.1016/0022-0531(82)90029-1.
- Engelbrecht-Wiggans, R., Paul R. Milgrom and Robert J. Weber (1983). «Competitive bidding and proprietary information». Journal of Mathematical Economics 11 (2): 161-169. doi:10.1016/0304-4068(83)90034-4.
- Milgrom, Paul (1984). «Axelrod's "The Evolution of Cooperation"». The RAND Journal of Economics 15 (2): 305-309. doi:10.2307/2555683.
- «Distributional Strategies for Games with Incomplete Information». Mathematics of Operations Research 10 (4): 619-32. 1985. doi:10.1287/moor.10.4.619.
- «Bid, Ask and Transactions Prices in a Specialist Market with Insider Trading». Journal of Financial Economics 14 (1): 71‑100. 1985. doi:10.1016/0304-405X(85)90044-3.
- «Price and Advertising Signals of Product Quality». Journal of Political Economy 94 (4): 796-821. 1986a. doi:10.1086/261408.
- «Relying on the Information of Interested Parties». The RAND Journal of Economics 17 (1): 18-32. 1986b. doi:10.2307/2555625.
- «Aggregation and Linearity in the Provision of Intertemporal Incentives». Econometrica 55 (2): 303-328. 1987. doi:10.2307/1805448.
- «Informational Asymmetries, Strategic Behavior, and Industrial Organization». The American Economic Review 77 (2): 184-193. 1987.
- «Job Discrimination, Market Forces and the Invisibility Hypothesis». Quarterly Journal of Economics 102: 453-476. 1987. doi:10.2307/1884213.
- «An Economic Approach to Influence Activities and Organizational Responses». American Journal of Sociology 96: S154-S179. 1988.
- Milgrom, Paul (1988). «Employment Contracts, Influence Activities, and Efficient Organization Design». Journal of Political Economy 96 (1): 42-60. doi:10.1086/261523.
- Milgrom,Paul and John Roberts (1988). «Communication and Inventories as Substitutes in Organizing Production». Scandinavian Journal of Economics 90 (3): 275-289. doi:10.2307/3440309.
- Milgrom, Paul (1989). «Auctions and Bidding: A Primer». The Journal of Economic Perspectives 3 (3): 3-22. doi:10.1257/jep.3.3.3.
- Fudenberg, Drew, Bengt Holmstrom and Paul Milgrom (1990). «Short-term contracts and long-term agency relationships». Journal of Economic Theory 51 (1): 154-159. doi:10.2307/2006561.
- «The Efficiency of Equity in Organizational Decision Processes». The American Economic Review 80 (2): 1-31. 1990a. doi:10.1016/0022-0531(90)90048-O.
- «The Economics of Modern Manufacturing: Technology, Strategy and Organization». American Economic Review 80 (3): 511-28. 1990b.
- «Rationalizability, Learning and Equilibrium in Games With Strategic Complementarities». Econometrica 58 (6): 1255-1278. 1990c. doi:10.2307/2938316.
- Milgrom, Paul, Douglass C. North, and Barry R. Weingast (1990). «The role of institutions in the revival of trade: the law merchant, private judges, and the champagne fairs». Economics and Politics 2 (1): 1-23. doi:10.1111/j.1468-0343.1990.tb00020.x.
- «Multitask Principal-Agent Analyses: Incentive Contracts, Asset Ownership and Job Design». Journal of Law, Economics and Organization 7: 303-328. 1991. doi:10.1093/jleo/7.special_issue.24.
- Abreu, D., Paul Milgrom, and David Pearce (1991). «Information and Timing in Repeated Partnerships». Econometrica 59 (6): 1713-1733. doi:10.2307/2938286.
- Milgrom, Paul, Yingi Qian and John Roberts. (1991). «Complementarities, Momentum, and the Evolution of Modern Manufacturing». The American Economic Review 81 (2): 84-88. doi:10.2307/2006831.
- «Adaptive and sophisticated learning in normal form games». Games and Economic Behavior 82 (100): 82-100. 1991. doi:10.1016/0899-8256(91)90006-Z.
- Economics, Organization and Management. Prentice Hall. 1992. ISBN 0132246503.
- Bresnahan, Timothy F., Paul Milgrom, and Jonathan Paul (1992). «The Real Output of the Stock Exchange». Output Measurement in the Services Sectors: 195-216.
- Meyer, Margaret, Paul Milgrom, and John Roberts (1992). «Organizational Prospects, Influence Costs, and Ownership Changes». Journal of Economics & Management Strategy 1 (1): 9-35. doi:10.1111/j.1430-9134.1992.00009.x.
- Milgrom, Paul (1994). «Comparing Optima: Do Simplifying Assumptions Affect Conclusions?». Journal of Political Economy 102 (3): 607-615. doi:10.2307/2138625.
- «Comparing Equilibria». The American Economic Review 84 (3): 441-459. 1994. doi:10.2307/2118061.
- «Monotone Comparative Statics». Econometrica 62 (1): 157-180. 1994. doi:10.2307/2951479.
- «The Firm as an Incentive System». The American Economic Review 84 (4): 972-991. 1994.
- Greif, Avner, Paul Milgrom, and Barry R. Weingast (1994). «Coordination, Commitment, and Enforcement: The Case of the Merchant Guild». Journal of Political Economy 102 (4): 745-776. doi:10.1086/261953.
- «Complementarities and Fit: Strategy, Structure and Organizational Change in Manufacturing». Journal of Accounting and Economics 19 (2–3): 179-208. 1994. doi:10.1016/0165.
- «The Economics of Modern Manufacturing: Reply». The American Economic Review 85 (4): 997-999. 1995. doi:10.2307/2118249.
- «The LeChatelier Principle». The American Economic Review 86 (1): 113-128. 1996a. doi:10.1006/game.1996.0096.
- «Coalition-Proofness and Correlation with Arbitrary Communication Possibilities». Games and Economic Behavior 17 (1): 173-179. 1996b. doi:10.2307/2118261.
- Milgrom, Paul (1998). «Game theory and the spectrum auctions». European Economic Review 42 (3–5): 771-778. doi:10.1016/S0014-2921(97)00146-3.
- Milgrom, Paul (2000). «Putting Auction Theory to Work: The Simulteneous Ascending Auction». Journal of Political Economy 108 (2): 245-272. doi:10.1086/262118.
- «Ascending Auctions with Package Bidding». The B.E. Journal of Theoretical Economics 1 (1). 2002. doi:10.2202/1534-5963.1019.
- «Envelope Theorems for Arbitrary Choice Sets». Econometrica 70 (2): 583-601. 2002. doi:10.1111/1468-0262.00296.
- Milgrom, Paul (2004). Putting Auction Theory to Work. Cambridge University Press. ISBN 0-521-53672-3.
- «Matching with Contracts». The American Economic Review 95 (4): 913-935. 2005. doi:10.2307/4132699.
- Ausubel, Lawrence M., Peter Cramton and Paul Milgrom (2006). «The Clock-Proxy Auction: A Practical Combinatorial Auction Design». in Combinatorial Auctions, edited by Cramton, P., Shoham, Y., and Steinberg, R.
- «The Lovely but Lonely Vickrey Auction». in Combinatorial Auctions, edited by Cramton, P., Shoham, Y., and Steinberg, R. 2006a.
- «Ascending Proxy Auctions». in Combinatorial Auctions, edited by Cramton, P., Shoham, Y., and Steinberg, R. 2006b.
- Milgrom, Paul (2007). «Package Auctions and Exchanges». Econometrica 75 (4): 935-965. doi:10.1111/j.1468-0262.2007.00778.x.
- Milgrom, Paul (2008). «What the Seller Won't Tell You: Persuasion and Disclosure in Markets». Journal of Economic Perspectives 22 (2): 115-131. doi:10.1257/jep.22.2.115.
- «The Limited Influence of Unemployment on the Wage Bargain». The American Economic Review 98 (4): 1653-1674. 2008. doi:10.1257/aer.98.4.1653.
- «Core-selecting package auctions». International Journal of Game Theory 36 (3–4): 393-407. 2008. doi:10.1007/s00182-007-0100-7.
- Milgrom, Paul (2009). «Assignment Messages and Exchanges». American Economic Journal: Microeconomics 1 (2): 95-113. doi:10.1257/mic.1.2.95.
- «Substitute goods, auctions, and equilibrium». Journal of Economic Theory 144 (1): 212-247. 2009. doi:10.1016/j.jet.2008.05.002.
- Milgrom, Paul (2010). «Ascending Prices and Package Bidding: A Theoretical and Experimental Analysis». American Economic Journal: Microeconomics 2 (3): 160-185. doi:10.1257/mic.2.3.160.
- Milgrom, Paul (2010). «Simplified mechanisms with an application to sponsored-search auctions». Games and Economic Behavior 70 (1): 62-70. doi:10.1016/j.geb.2008.12.003.
- «Online Advertising: Heterogeneity and Conflation in Market Design». American Economic Review 100 (2): 603-607. 2010. doi:10.1257/aer.100.2.603.
- Milgrom, Paul (2011). «Critical Issues in the Practice of Market Design». Economic Inquiry 49 (2): 311-320. doi:10.1111/j.1465-7295.2010.00357.x.
- Budish, E., Che, Y.-K., Kojima, F., and Paul Milgrom (2013). «Designing Random Allocation Mechanisms: Theory and Applications». American Economic Review 103 (2): 585-623. doi:10.1257/aer.103.2.585.